# Sandy Walsh
Sandy Walsh (Bruxelles, 14 marzo 1995) è un calciatore olandese naturalizzato indonesiano, difensore del Buriram Utd e della nazionale indonesiana.

## Caratteristiche tecniche
Terzino destro, può giocare come difensore centrale.

## Palmarès

### Club

#### Competizioni nazionali
- Coppa del Belgio: 1

Genk: 2012-2013

### Nazionale
- Campionato d'Europa Under-17: 1

Slovenia 2012